# ادی‌هازاش‌هوللوش
ادْیْ‌هازاش‌هوللوش (به مجاری: Egyházashollós) یک شهرداری در مجارستان است که در واش واقع شده‌است. ادْیْ‌هازاشهوللوش ۱۹٫۰۴ کیلومتر مربع مساحت و ۵۸۰ نفر جمعیت دارد.